# Espagnolade

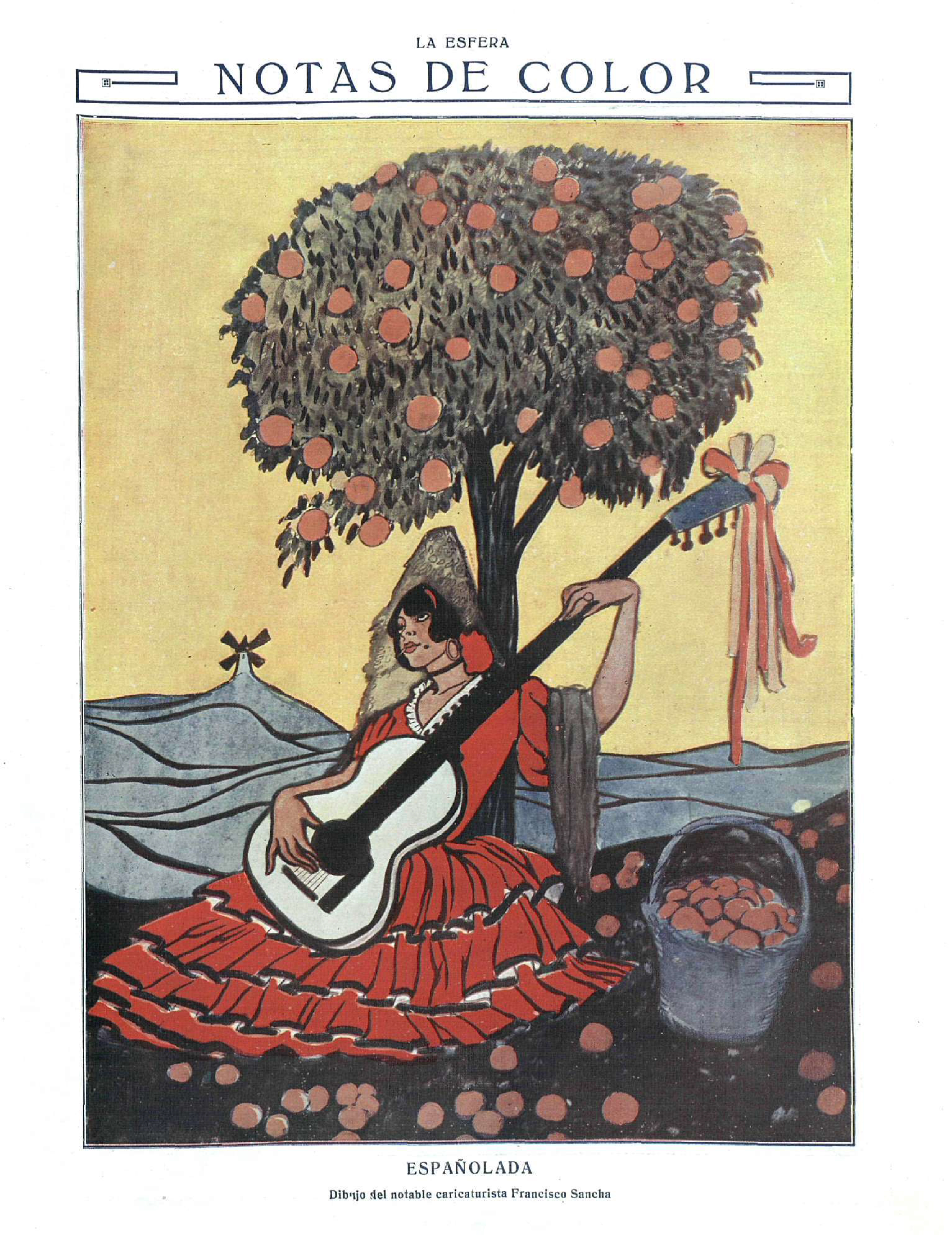
«Notas de color. Españolada», illustration de Francisco Sancha dans la revue La Esfera en 1914

Une espagnolade (españolada en espagnol) désigne une œuvre artistique ou littéraire où l'Espagne est représentée sous le rapport de son pittoresque. Le terme peut être utilisé de manière péjorative, présentant le caractère espagnol de manière exagéré, falsifié, voire sous un jour inexact, éloigné de sa réalité profonde,. Le stéréotype le plus fréquent réduit la culture et les traditions espagnoles au monde de la corrida et du flamenco.
Dans un second sens, une españolada désigne tout effort ostentatoire et désordonné, certes[Interprétation personnelle ?] plein de panache et d'audace, mais finalement vain car mal pensé et disproportionné dès le départ. Ce sens est exprimé par un dicton espagnol populaire :

« (es) Matar a una hormiga con una bomba atómica.
(fr) Tuer une fourmi avec une bombe atomique »

.

## Origine et évolution

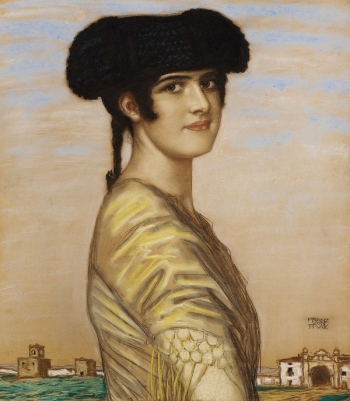
Mary, la españolita (« Marie, la petite Espagnole »), prototype du mythe romantique de l'Espagne, dépeint par Franz von Stuck en 1916.

Il est admis que cette déformation de l'image de l'Espagne trouve son origine au XIXe siècle, lorsque le Romantisme a mis à la mode le mythe espagnol, provoquant un pèlerinage d'écrivains européens, d'abord anglais puis et surtout français, parmi lesquels Alexandre Dumas, père et fils, Théophile Gautier, Victor Hugo et Prosper Mérimée, dont l'œuvre Carmen est considérée par Francisco Ayala, parmi de nombreux autres auteurs, comme le berceau de l'Espagne mythique, un territoire exotique et différencié par rapport au reste de l'Europe,.
Une vaste et curieuse iconographie produite par des illustrateurs, peintres et graveurs étrangers, et affirmée par le travail des artistes du costumbrismo romantique andalou, a tissé l'ensemble des clichés légendaires autour de la terre d'Andalousie (bandits, gitans, toreros, danseurs, tonadilleras, etc.).

## Au cinéma
Le terme españolada a été introduit par le biais d'un sous-genre cinématographique espagnol développé à partir des années 1920,, et particulièrement développé après la guerre civile, pendant la dictature de Franco. Les films de cette période sont, par exemple, El turismo es un gran invento (es), Amor a la española, 40 grados a la sombra ou Vente a Alemania, Pepe (es). Certains des acteurs célèbres qui ont commencé ou se sont établis dans ce genre sont Paco Martínez Soria (es), Antonio Ozores, Alfredo Landa et José Luis López Vázquez. José Luis Navarrete explique le succès et la popularité du genre par le désir que le fantasme de l'Espagne qui y est dépeinte soit réaliste et authentique,.